# Convention sur la mer territoriale et la zone contiguë
Convention des Nations unies sur le droit de la mer de 1982
La Convention sur la mer territoriale et la zone contiguë de 1958 est un traité international, entré en vigueur le 10 septembre 1964, l'un des quatre traités convenus lors de la première Conférence des Nations Unies sur le droit de la mer (CNUDM I) le 29 avril 1958 à Genève, en Suisse. 52 États sont parties à la Convention, que ce soit par ratification, succession ou adhésion,. 
Elle fixe les éléments essentiels du droit de la mer à proximité des États côtiers, en établissant les notions d'eaux territoriales et de zone contiguë (à partir de la ligne de base), ainsi que le droit de passage inoffensif dans ces espaces pour les embarcations des États tiers.
De nombreuses parties à cette convention ont depuis ratifié la Convention des Nations Unies sur le droit de la mer du 10 décembre 1982, entrée en vigueur en 1994 et qui remplace cette Convention.

## Voir également
- Convention sur la haute mer
- Convention sur la pêche et la conservation des ressources biologiques de la haute mer
- Convention sur le plateau continental